# Caleta Malaspina
La caleta Malaspina es un accidente litoral ubicado en el Golfo San Jorge, perteneciente al Departamento Escalante, en la costa sur de la Provincia del Chubut (Argentina). Se halla aproximadamente a 100 km al noreste en línea recta de la ciudad de Comodoro Rivadavia. Se encuentra aproximadamente en la posición geográfica 45°09′52″S 66°33′21″O / -45.16444, -66.55583.

## Características

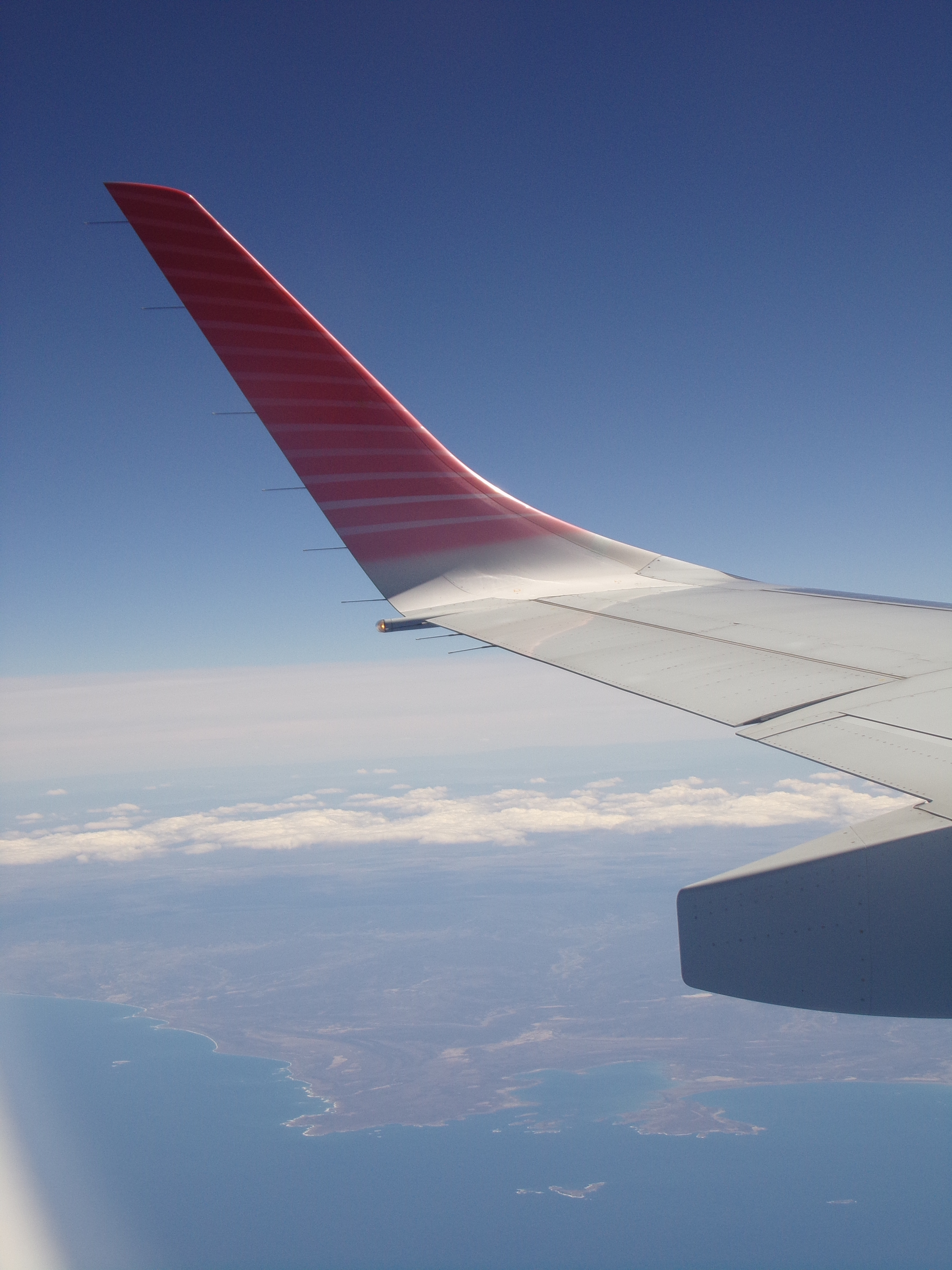
Otra vista aérea del área de la caleta.

Se trata de una vasta entrada de mar al continente, de poca profundidad, que se encuentra encerrado por el norte por la península Gravina y al sur por la península Aristizábal, mientras que al este se hallan las islas Vernaci. Presenta aproximadamente una forma alargada en sentido este-oeste, con un largo máximo de 8 kilómetros. Esta caleta se caracteriza por sus costas muy accidentadas y por la presencia de varios islotes. 
El sector costero de Bahía Bustamante y la Caleta Malaspina conforman una de las mayores reservas de aves y fauna en general de toda la Patagonia. La Caleta Malaspina alberga una inmensa población de lobos marinos (pinnípedos), y la gran mayoría de las especies de aves marinas de la Argentina. Entre éstas se puede mencionar: pingüino de Magallanes (Spheniscus magellanicus), macá grande (Podiceps major), petrel gigante común (Macronectes giganteus), cormorán biguá (Phalacrocorax olivaceus), cormorán de cuello negro (Phalacrocorax magellanicus), cormorán imperial (Phalacrocorax atriceps), garza blanca (Egretta alba), garcita bueyera (Bubulcus ibis), garza mora (Ardea cocoi), flamenco austral (Phoenicopterus chilensis), quetros (Tachyeres sp.), pato crestón (Anas specularioides), cauquén común (Chloephaga picta), coscoroba (Coscoroba coscoroba), ostrero común (Haematopus palliatus), ostrero negro (Haematopus ater), ostrero austral (Haematopus leucopodus), chorlito doble collar (Charadrius falklandicus), chorlo pampa (Pluvialis dominica), playerito rababilla blanca (Calidris fuscicollis), becasa de mar (Limosa haemastica), playerito blanco (Calidris alba), playerito trinador (Numenius phaeopus), gaviota cocinera (Larus dominicanus), gaviota cangrejera (Larus atlanticus), gaviota gris (Leucophaeus scoresbii), gaviota capucho café (Chroicocephalus maculipennis), gaviotín sudamericano (Sterna hirundinacea), gaviotín real (Thalasseus maximus) y gaviotín pico amarillo (Thalasseus sandvicensis). En el año 2009 vararon en esta caleta hasta 50 ballenas pilóto (Globicephala melas).
En 2008 se creó el Parque Interjurisdiccional Marino Costero Patagonia Austral, el cual incluye a la caleta Malaspina.
El nombre de la caleta es en homenaje al científico, naturalista, explorador y marino italoespañol del siglo XVIII Alejandro Malaspina (o Alessandro Malaspina).